# Calusco d'Adda
Calusco d'Adda est une commune italienne de la province de Bergame, dans la région Lombardie.

## Administration
| Période                                  | Période | Identité | Étiquette | Qualité |
| ---------------------------------------- | ------- | -------- | --------- | ------- |
|                                          |         |          |           |         |
| Les données manquantes sont à compléter. |         |          |           |         |

### Communes limitrophes
Carvico, Medolago, Paderno d'Adda, Robbiate, Solza, Terno d'Isola, Villa d'Adda

## Économie
La ville abrite une cimenterie du groupe Italcementi.

## Voir aussi

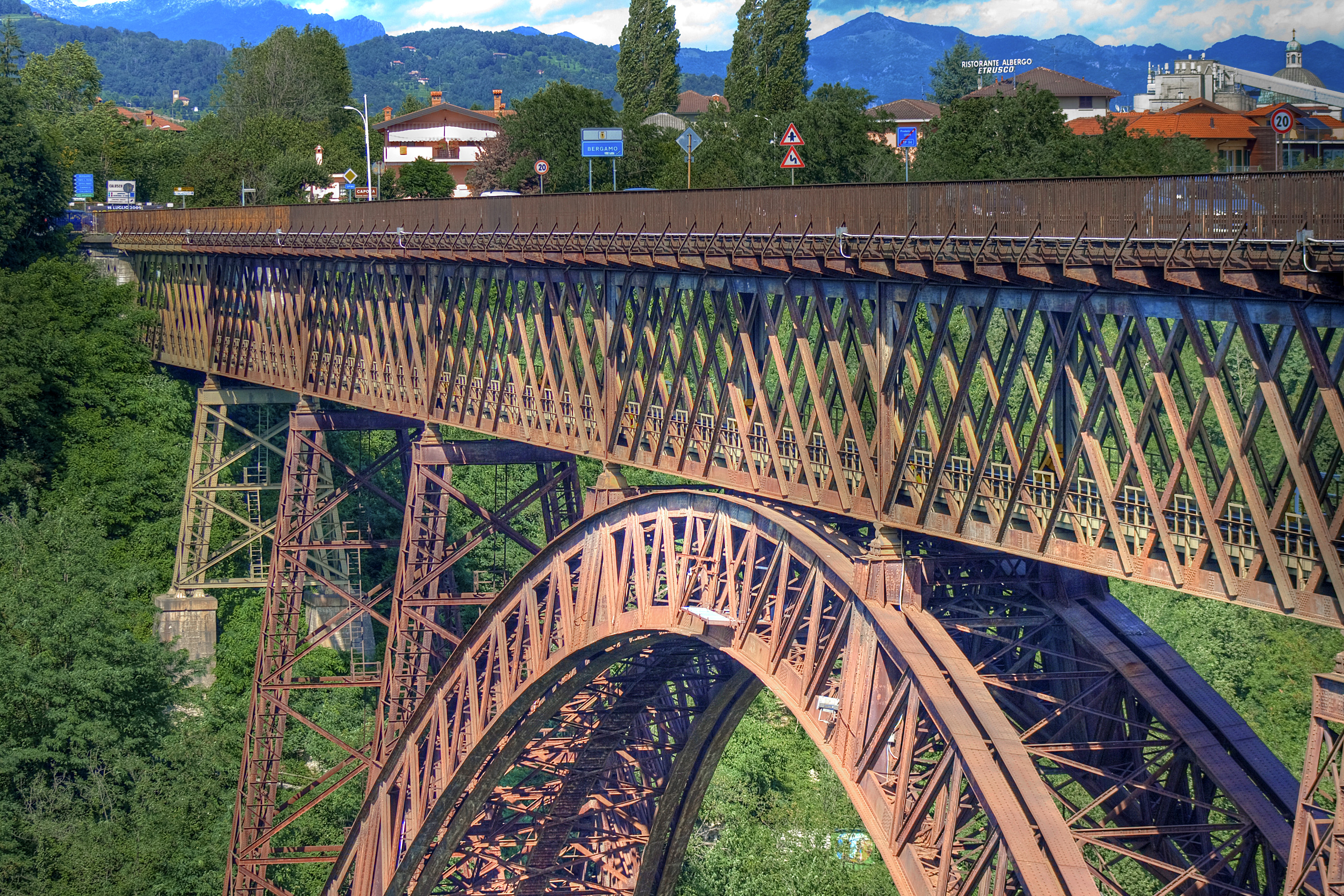
Pont San Michele

## Jumelages
Volmerange-les-Mines (France)